# ᴞ
Cette page contient des caractères spéciaux ou non latins. S’ils s’affichent mal (▯, ?, etc.), consultez la page d’aide Unicode.
ᴞ (uniquement en minuscule), appelé u tréma couché, est une lettre additionnelle de l’alphabet latin qui est utilisée dans l'alphabet phonétique ouralien. Elle est composée d’un u tréma couché à 90° ‹ ü ›.

## Utilisation
Dans l’alphabet phonétique ouralien, tréma couché ‹ ᴞ › est un symbole utilisé pour représenter une voyelle fermée antérieure arrondie à la prononciation réduite, l’u réma ‹ ü › représentant une voyelle fermée antérieure arrondie et les voyelles culbutées (ou couchées à 90°) indiquant une prononciation réduite.

## Représentations informatiques
Le u tréma couché peut être représenté avec les caractères Unicode (Extensions phonétiques) suivants :
| formes    | représentations | chaînes de caractères | points de code | descriptions                           |
| --------- | --------------- | --------------------- | -------------- | -------------------------------------- |
| minuscule | ᴞ               | ᴞ                     | U+1D1E         | lettre minuscule latine u tréma couché |